# 戴松灵
戴松灵（1949年—），河南伊川人，汉族，中华人民共和国政治人物、全国人民代表大会河南地区代表。
毕业于福州大学经济管理专业。加入中国共产党。担任河南省伊川电力集团总公司董事长、河南豫港龙泉铝业有限公司董事长。2008年起担任全国人大代表。2013年，担任全国人大代表。